# Colón (Entre Ríos)
Colón é um município da província de Entre Ríos, na Argentina.
Colón é uma cidade na província de Entre Ríos, Argentina. Ele está localizado no leste da província, na costa ocidental do rio Uruguai, e tem cerca de 21.000 habitantes (censo de 2001 [INDEC]). Fica em frente ao Paysandú, Uruguai, ao qual está ligado através do rio pela ponte Artigas Geral.
A cidade foi fundada em 1863 pelo general Justo José de Urquiza, ex-caudilho de Entre Ríos e, em seguida, o primeiro presidente constitucional da Argentina.
Colón é o centro de uma região turística importante. Embora seja uma cidade relativamente pequena, dispõe de hotéis de alta qualidade, um casino, e parques de campismo. Ele também tem fontes termais e instalações associadas. As cidades vizinhas permitem passeios históricos em pequena escala, uma vez que foram na sua maioria criadas como colônias agrícolas por imigrantes europeus (principalmente da Suíça).
Na área de Colón (cerca de 60 km da cidade) encontra-se o Parque Nacional El Palmar, uma grande reserva de árvores Yatay palmeiras (Syagrus Yatay), informalmente conhecido como Palmar de Colón. O Palacio San José, ex-residência de campo de General Urquiza e agora um monumento nacional, também está perto de Colón, mais perto da cidade de Concepción del Uruguay....